# National Review
National Review é uma revista conservadora estadunidense dedicada a notícias e comentários políticos, sociais e culturais. Foi fundada pelo escritor William F. Buckley Jr. em 1955. Seu editor-chefe é Rich Lowry e seu editor é Ramesh Ponnuru.
Desde a sua fundação, a revista desempenhou um papel significativo no desenvolvimento do conservadorismo nos Estados Unidos, ajudando a definir os seus limites e promovendo o fusionismo, ao mesmo tempo que se estabeleceu como uma voz de liderança na direita americana.

## História

### Contexto

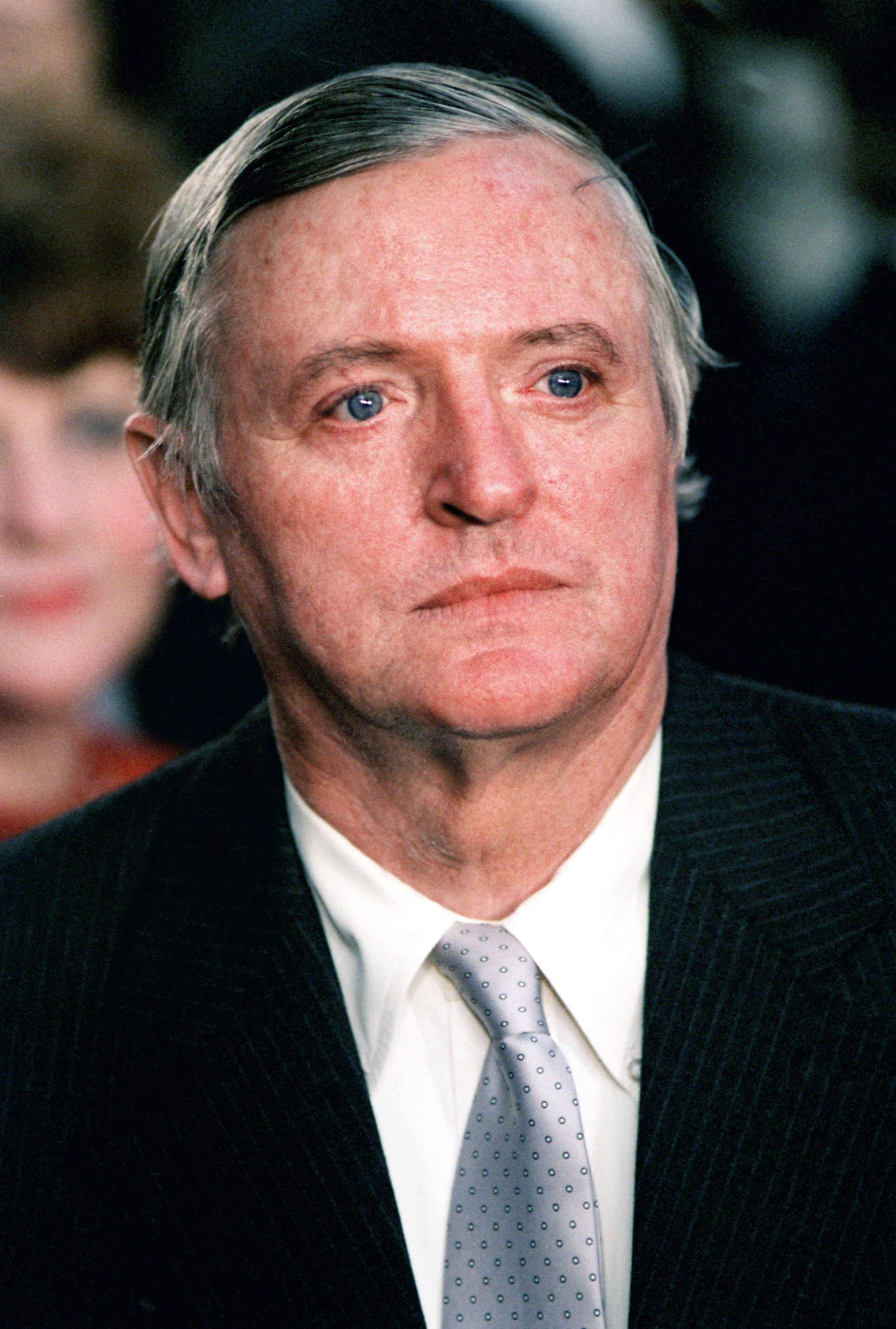
William F. Buckley Jr, fundador e primeiro editor da National Review, em 1985

Antes da fundação da National Review em 1955, a direita americana era um grupo desorganizado de pessoas que compartilhavam filosofias interligadas, mas tinham pouca oportunidade de ter uma voz pública unida. Pretendiam marginalizar as visões anti-guerra e não intervencionistas da Velha Direita.
Em 1953, o presidente era o republicano moderado Dwight D. Eisenhower. Muitas revistas importantes, como o Saturday Evening Post, Time e Reader's Digest, eram bem conservadoras e anticomunistas, assim como muitos jornais, incluindo o Chicago Tribune e o St. Louis Globe-Democrat. Algumas revistas conservadoras de pequena circulação, como Human Events e The Freeman, precederam a National Review no desenvolvimento do conservadorismo da Guerra Fria na década de 1950.
Em 1953, Russell Kirk publicou The Conservative Mind, que traçou uma linhagem intelectual de Edmund Burke  até a Velha Direita no início da década de 1950. Isto desafiou a noção entre os intelectuais de que não existia nenhuma tradição conservadora coerente nos Estados Unidos. 

Quando jovem, William F. Buckley Jr. foi muito influenciado pelos conceitos de Kirk. Buckley tinha dinheiro; seu pai enriqueceu com os campos de petróleo no México. Ele primeiro tentou comprar a Human Events, mas foi recusado. Ele então conheceu Willi Schlamm, o experiente editor do The Freeman. Eles passariam os dois anos seguintes arrecadando os US$ 300.000 necessários para começar sua própria revista semanal, originalmente chamada de National Weekly .  (Uma revista que detinha a marca registrada do nome motivou a mudança para National Review .) A declaração de intenções dizia:
Meio-termo, enquanto meio-termo, é política, intelectual e moralmente repugnante. Recomendaremos políticas pela simples razão de que as consideramos corretas (em vez de "não controvertidas"); e as consideramos corretas porque são baseadas em princípios que consideramos corretos (em vez de em pesquisas de popularidade)... A revolução do New Deal, por exemplo, dificilmente teria acontecido sem o impacto cumulativo de The Nation e The New Republic, e algumas outras publicações, sobre várias gerações de universitários americanos durante as décadas de 1920 e 1930.

### Fundação
Em 19 de novembro de 1955, a revista de Buckley começou a tomar forma. Buckley reuniu um grupo eclético de escritores: tradicionalistas, intelectuais católicos, libertários e ex-comunistas. O grupo incluía Revilo P. Oliver, Russell Kirk, James Burnham, Frank Meyer e Willmoore Kendall, e os católicos L. Brent Bozell e Garry Wills. O ex-editor da Time, Whittaker Chambers, que foi um espião comunista na década de 1930 e depois se tornou intensamente anticomunista, tornou-se editor sênior. Na declaração de fundação da revista, Buckley escreveu:
O lançamento de um jornal semanal opinativo conservador, em um país amplamente considerado um bastião do conservadorismo, parece, à primeira vista, um trabalho de supererrogação: como publicar um semanário monarquista dentro dos muros do Palácio de Buckingham. Não é isso, claro. Se a National Review é supérflua, é por razões muito diferentes: posiciona-se diante da História, gritando "Pare", num momento em que ninguém mais está inclinado a fazê-lo, nem a ter muita paciência com aqueles que fazem isso.
Para serem editores e colaboradores, Buckley procurou intelectuais que fossem ex-comunistas ou que já houvessem trabalhado na extrema esquerda, incluindo Whittaker Chambers, William Schlamm, John Dos Passos, Frank Meyer e James Burnham. Ao se tornar um dos editores seniores originais, James Burnham pediu a adoção de uma posição editorial mais pragmática, o que estenderia a influência da revista em direção ao centro político. Smant (1991) conclui que Burnham superou a oposição às vezes acalorada de outros membros do conselho editorial (incluindo Meyer, Schlamm, William Rickenbacker e o editor da revista , William A. Rusher ), e teve um efeito significativo tanto na política editorial da revista quanto no pensamento do próprio Buckley.
A National Review pretendia tornar as ideias conservadoras respeitáveis numa época em que a visão dominante do pensamento conservador estava da seguinte maneira, nas palavras do professor da Universidade de Columbia Lionel Trilling:
[O] liberalismo não é apenas a tradição intelectual dominante, mas também a única. Pois é um fato evidente que hoje em dia não há ideias conservadoras ou reacionárias em circulação geral... o impulso conservador e o impulso reacionário não... se expressam em ideias, mas apenas... em gestos mentais irritáveis que procuram assemelhar-se a ideias.
Buckley disse que a National Review "está deslocada porque, em sua maturidade, a América letrada rejeitou o conservadorismo em favor da experimentação social radical... já que as ideias governam o mundo, os ideólogos, tendo conquistado a classe intelectual, simplesmente chegaram e começaram a... executar quase tudo. Nunca houve uma era de conformidade como esta, ou uma camaradagem como a dos liberais."

### Era Goldwater
A National Review promoveu muito Barry Goldwater no início da década de 1960. Buckley e outros envolvidos com a revista tiveram um papel importante no movimento "Draft Goldwater" em 1960 e na campanha presidencial de 1964. A National Review espalhou sua visão do conservadorismo por todo o país.
No começo, a National Review enfrentou deserções ocasionais tanto da esquerda quanto da direita. Garry Wills rompeu com a National Review e se tornou um comentarista liberal. O cunhado de Buckley, L. Brent Bozell Jr., saiu e fundou a revista católica tradicionalista Triumph, de curta duração, em 1966.
Buckley e Meyer promoveram a ideia de alargar os limites do conservadorismo através do fusionismo, por meio do qual diferentes escolas de conservadores, incluindo os libertários, trabalhariam em conjunto para combater aquilo que eles viam como inimigos em comum.
Buckley e seus editores usaram sua revista para definir os limites do conservadorismo e excluir pessoas, ideias ou grupos que eles considerassem indignos do rótulo de conservador. Por isso, atacaram a John Birch Society, George Wallace e os antissemitas.
O objetivo de Buckley era aumentar a respeitabilidade do movimento conservador. Em 2004, o editor Rich Lowry compilou várias citações de artigos comentando a aposentadoria de Buckley, incluindo do The Dallas Morning News : "A primeira grande conquista do Sr. Buckley foi expurgar a direita americana de seus malucos. Ele marginalizou os antissemitas, os John Birchers, os nativistas e seus semelhantes."
Em 1957, a National Review fez um editorial favorável à liderança branca no Sul, argumentando que "a questão central que surge... é se a comunidade branca no Sul tem o direito de tomar as medidas necessárias para prevalecer, política e culturalmente, em áreas onde não predomina numericamente? A resposta séria é Sim: a comunidade branca tem esse direito porque, por enquanto, é a raça avançada." Na década de 1970, a National Review defendeu políticas colorblind e o fim da ação afirmativa.
No final da década de 1960, a revista denunciou o segregacionista George Wallace, que concorreu nas primárias democratas em 1964 e 1972 e lançou uma candidatura independente à presidência em 1968. Durante a década de 1950, Buckley trabalhou para expurgar o antissemitismo do movimento conservador e proibiu os defensores dessas opiniões de trabalhar para a National Review .  Em 1962, Buckley denunciou Robert W. Welch Jr. e a John Birch Society como “muito distantes do senso comum” e instou o Partido Republicano a se livrar da influência de Welch.

### Apoio a Reagan
Em 1964, após a derrota de Goldwater por Lyndon Johnson, Buckley e a National Review continuaram a defender a ideia de um movimento conservador, que foi ganhando cada vez mais corpo em Ronald Reagan. Reagan, assinante de longa data da National Review, ganhou importância política durante a campanha de Goldwater. A National Review apoiou seu desafio ao presidente Gerald Ford em 1976 e sua bem-sucedida campanha de 1980.
Durante a década de 1980, a National Review defendeu cortes de impostos, economia do lado da oferta, a Iniciativa de Defesa Estratégica e o apoio à política externa do presidente Reagan contra a União Soviética. A revista criticou o estado de bem-estar social e apoiou as propostas de reforma do bem-estar social da década de 1990. A revista também criticava constantemente o presidente Bill Clinton. Primeiro acolheu e depois rejeitou Pat Buchanan em suas campanhas políticas. Um longo editorial da National Review de 1996 clamou por um “movimento em direção” à legalização das drogas.
Em 1985, a National Review e Buckley foram representados pelo advogado J. Daniel Mahoney durante o processo de difamação de US$ 16 milhões da revista contra  The Spotlight.

## Polêmicas

### Mudanças climáticas
Segundo Philip Bump, do Washington Post, a National Review “vem com frequência criticando e rejeitando o consenso científico sobre as mudanças climáticas”. Em 2015, a revista publicou um gráfico intencionalmente enganoso que sugeria que não havia mudanças climáticas. O gráfico definiu os limites inferior e superior do gráfico em -10 e 110 graus Fahrenheit e diminuiu o zoom para obscurecer as tendências de aquecimento.
Em 2017, a National Review publicou um artigo alegando que um importante cientista da NOAA afirmou que a Administração Oceânica e Atmosférica Nacional se envolveu na manipulação de dados e fez um estudo às pressas, baseado em dados defeituosos, para influenciar as negociações climáticas de Paris. O artigo repetiu amplamente as alegações feitas no Daily Mail sem verificação independente. O cientista em questão rejeitou mais tarde as alegações feitas pela National Review, observando que não acusou a NOAA de manipulação de dados; em vez disso, levantou preocupações sobre "a forma como os dados foram tratados, documentados e armazenados, levantando questões de transparência e disponibilidade".
Em 2014, o climatologista Michael E. Mann processou a National Review depois que o colunista Mark Steyn acusou Mann de fraude e fez referência a uma citação do escritor do Competitive Enterprise Institute, Rand Simberg, que chamou Mann de "o Jerry Sandusky da ciência climática, exceto que, em vez de molestar crianças, ele molestou e torturou dados". Organizações de liberdades civis como a ACLU e a Electronic Frontier Foundation e várias publicações como o The Washington Post expressaram apoio à National Review no processo, apresentando memoriais de amicus curiae em sua defesa.

### Barack Obama
Em 9 de junho de 2008, o correspondente da National Review, Jim Geraghty, publicou um artigo pedindo que Obama divulgasse sua certidão de nascimento. Foi essa coluna que divulgou para o grande público as teorias da conspiração sobre Obama. Antes, cada artigo que defendia teorias conspiratórias sobre a naturalidade de  Obama só recebia dezenas de acessos. Depois do artigo da National Review, as teorias da conspiração obteriam centenas de acessos em poucos dias, de acordo com Loren Collins, que há anos acompanha as origens do movimento birther. O artigo de Geraghty “virou assunto de TV”. Obama divulgou a sua certidão de nascimento alguns dias depois desta coluna. Num editorial de 2009, o conselho editorial da National Review classificou as conspirações sobre a cidadania de Obama como “falsas”.
Um artigo da National Review sugeriu que os pais de Obama poderiam ser comunistas, porque "para uma mulher branca se casar com um homem negro em 1958, ou 1960, havia quase inevitavelmente uma conexão com políticas comunistas explícitas".

### Coluna de Ann Coulter sobre o 11 de setembro
Dois dias depois dos ataques de 11 de setembro, a National Review publicou uma coluna de Ann Coulter que afirmava o seguinte sobre os muçulmanos: "Este não é o momento de sermos cuidadosos e localizar os indivíduos exatos diretamente envolvidos neste ataque terrorista em particular. Devemos invadir os países deles, matar seus líderes e convertê-los ao cristianismo. Não fomos meticulosos em localizar e punir apenas Hitler e seus principais oficiais. Nós bombardeamos cidades alemãs; matamos civis. Isso é guerra. E isto é guerra." A National Review mais tarde chamou a coluna de "erro" e demitiu Coulter como editora colaboradora.

### Jeffrey Epstein
Em 2019, o New York Times noticiou que a National Review foi um dos três veículos de notícias (junto com a  Forbes e o HuffPost) que publicaram matérias escritas pelos assessores de imprensa de Jeffrey Epstein. O artigo da National Review foi escrito por Christina Galbraith, assessora de imprensa de Epstein em 2013, quando o artigo foi publicado. Na assinatura da matéria, Galbraith era descrita como uma divulgadora científica. A National Review retratou o artigo em julho de 2019 com pedidos de desculpas e falou sobre novos métodos que seriam usados para filtrar melhor o conteúdo freelance.